# Argonemertes stocki
Argonemertes stocki је животињска врста класе Enopla која припада реду Hoplonemertea. 

## Угроженост
Подаци о распрострањености ове врсте су недовољни.

## Распрострањење
Ареал врсте је ограничен на једну државу. 
Аустралија је једино познато природно станиште врсте.

## Станиште
Станиште врсте су шуме. 